# Цани
Цани (ც, груз. ცანი) — двадцать седьмая буква современного грузинского алфавита и тридцатая буква классического грузинского алфавита.

## Использование
В грузинском языке обозначает звук [t͡s]. Числовое значение в изопсефии — 2000 (две тысячи). В отличие от буквы цили, может сочетаться с буквами кхани и хари.
Также используется в грузинском варианте лазского алфавита, используемом в Грузии. В латинице, используемой в Турции, ей соответствует ʒ или ts.
Ранее использовалась в абхазском (1937—1954) и осетинском (1938—1954) алфавитах на основе грузинского письма, после их перевода на кириллицу в обоих случаях была заменена на ц.
В системах романизации грузинского письма передаётся как c̕ (ISO 9984), tsʼ (BGN/PCGN
1981), ts (национальная система, BGN/PCGN 2009), cʻ (ALA-LC). В грузинском шрифте Брайля букве соответствует символ ⠉ (U+2809).

### Лексика
- Ца — небо

## Написание
| Асомтаврули | Нусхури | Мхедрули |
| ----------- | ------- | -------- |
|             |         |          |

## Кодировка
Цани асомтаврули и цани мхедрули включены в стандарт Юникод начиная с самой первой его версии (1.0.0) в блоке «Грузинское письмо» (англ. Georgian) под шестнадцатеричными кодами U+10BA и U+10EA соответственно.
Цани нусхури была добавлена в Юникод в версии 4.1 в блок «Дополнение к грузинскому письму» (англ. Georgian Supplement) под шестнадцатеричным кодом U+2D1A; до этого она была унифицирована с цани мхедрули.
Цани мтаврули была включена в Юникод в версии 11.0 в блок «Расширенное грузинское письмо» (англ. Georgian Extended) под шестнадцатеричным кодом U+1CAA.